# Dijamanti su vječni (1971.)
Dijamanti su vječni (eng. Diamonds Are Forever)  britanski je akcijski triler iz 1971., sedmi iz serijala o  Jamesu Bondu i posljednji službeni sa  Seanom Conneryjem u glavnoj ulozi. Connery se vratio na ovom filmu nakon izbivanja s prethodnog, U službi njenog Veličanstva, s  Georgeom Lazenbyjem u glavnoj ulozi. Connery će se poslije pojaviti kao Bond u neslužbenom Bond filmu, Nikad ne reci nikad, 1983. U filmu, Bond se predstavlja kao krijumčar dijamanata kako bi se infiltrirao u krijumčarski lanac. Ubrzo otkriva plan njegova starog neprijatelja Blofelda da od dijamanata sagradi divovski satelitski laser kojim će ugrožavati cijeli svijet.
Djelomično temeljen na istoimenom romanu  Iana Fleminga, film su producirali Harry Saltzman i Albert R. Broccoli, a objavljen je 1971. Bio je to drugi film iz serijala koji je režirao Guy Hamilton.

## Produkcija

### Casting
George Lazenby je dobio ponudu da opet nastupi kao Bond, ali je odbio. John Gavin, američki glumac koji je igrao Sama Loomisa u Psihu Alfreda Hitchcocka i Julija Cezara u Spartaku Stanleyja Kubricka, prvotno je angažiran za ulogu Bonda. Uloga je ponuđena i Adamu Westu, ali je i on odbio. Međutim, šef United Artistsa, David Picker, bio je nezadovoljan izborom i naglasio da bi Sean Connery trebao glumiti Bonda, bez obzira na novac. Kad su počeli pregovori s Conneryjem, ovaj je zatražio 1,2 milijuna funti (tada 2 milijuna dolara, više od 20 milijuna dolara prilagođeno inflaciji u 2005.), te da United Artists financiraju dva filma po njegovu izboru. Studio je pristao na oba zahtjeva, a Connery je s dijelom honorara osnovao, zajedno sa  škotskim automobilistom  Jackiejem Stewartom, zakladu za pomoć siročadi u Edinburghu. Gavinov ugovor tiho je isplatio United Artists. Prvi Conneryjev film koji je dogovorio sa studijom bio je The Offence, kojeg je režirao njegov prijatelj Sidney Lumet. Drugi je trebala biti adaptacija Macbetha  Williama Shakespearea, u kojem su nastupili samo škotski glumci, s Conneryjem u glavnoj ulozi. Ovaj projekt je otkazan jer je već bio u produkciji film  Romana Polanskog. Sean Connery nikad nije glumio Machbetha na filmu, iako njegov sin Jason Connery kasnije jest.
Albert R. Broccoli spomenuo je  Michaela Gambona za ulogu Bonda prije nego što se Connery vratio. Iako i United Artists nije bio voljan angažirati nekog relativno nepoznatog glumca, Gambon je sam rekao Broccoliju da je u "užasnoj formi" i "da se kreće kao žena".
Charles Gray, koji je u filmu Samo dvaput se živi (1967.) glumio Bondova saveznika, u ovom filmu angažiran je za ulogu glavnog negativca, Ernsta Satvrosa Blofelda. David Bauer koji glumi Mortona Slumbera pojavio se u epizodnoj ulozi američkog diplomata u filmu Samo dvaput se živi.
Glazebenik Paul Williams trebao je glumiti g. Winta, ali se nije mogao dogovoriti s producentima oko novca. Zamijenio ga je Bruce Glover.
Lik Willarda Whytea nastao je po uzoru na  Howarda Hughesa. Hughes je, međutim, igrao puno važniju ulogu iza kulisa jer je dopustio producentima da snimaju u njegovim kasinima i drugim posjedima.
Žena u bikiniju zvana "Marie", koju na početku filma Bond "uvjerava" da mu otkrije Blofeldovu lokaciju, bila je Denise Perrier, miss svijeta 1953.
Glumice u igri za ulogu Tiffany Case bile su, između ostalih, Raquel Welch, Jane Fonda i Faye Dunaway. Uloga Plenty O'Toole bila je prvo ponuđena Jill St. John, ali je ona poslije preuzela glavnu žensku ulogu nakon što je impresionirala redatelja  Guya Hamiltona tijekom proba. St. John je tako postala prva američka Bond djevojka.
Producenti Harry Saltzman i Albert R. Broccoli angažirali su Lanu Wood za ulogu Plenty O'Toole nakon što su je vidjeli u Playboyu.

### Scenarij
Bio je ovo zadnji Bond film u kojem su se pojavili SPECTRE ili Blofeld. Nakon toga, tužba scenarista  Kevina McCloryja da je on, a ne Ian Fleming, stvorio organizaciju za roman Operacija Grom potvrđena je na sudu. Blofeld se poslije pojavljuje u filmu Samo za tvoje oči (1981.), ali nije identificiran kao Broj Jedan jer producenti nisu imali dozvolu da koriste McCloryjeve radove.
U originalnoj priči Gert Fröbe se vraća kao brat blizanac Aurica Goldfingera iz Goldfingera (1964.) tražeći osvetu za smrt brata.
Smrt Bondove žene Tracy originalno je planirana za uvodnu sekvencu filma, ali je kasnije dodana na kraj filma U službi njenog Veličanstva (1969.).
Glavni negativci u romanu Iana Fleminga zvali su se Jack i Serafimo Spang. Kao rijetkost u produkciji serijala, oni se nisu pojavili u filmu. Ali zato su se pojavili gotovo svi sporedni negativci (Shady Tree, g. Wint i g. Kidd).
Originalna ideja scenarista  Richarda Maibauma za kraj filma bila je velika utrka na jezeru Mead s Bondom koji progoni Blofelda, dok bi svi vlasnici kasina iz Las Vegasa plovili u svojim privatnim jahtama. Bond bi pokrenuo saveznike poznatom uzrečicom Lorda Nelsona, "Las Vegas očekuje da svaki čovjek obavi svoju dužnost." Maibaum je bio krivo informiran; u Las Vegasu nije bilo rimskih galija ni kineskih džunki, a ideja je bila preskupa za izvedbu, pa se odustalo.
Maibaum je kao zamjenu zamislio finale na naftnoj platformi, što je bilo spektakularnije. Naoružani ronioci iskočili bi iz helikoptera u more i pročvrstili mine za postolje platforme (to objašnjava zašto su se ronioci pojavili na posteru filma). Blofeld bi pobjegao na svom BathoSubu, a Bond bi ga progonio viseći s prognostičkog balona. Utrka bi se nastavila u rudniku soli s dva smrtna neprijatelja koji se penju po bijelim brežuljcima soli dok Blofeld ne bi upao u drobilicu soli.
Vlasnici rudnika nisu izdali dozvolu, a sekvenca bi bila preduga. Problemi su uslijedili kad je eksploziv za finale eksplodirao prerano; srećom, kamere su već bile spremne pa su uhvatile scenu eksplozije.
Otmica Willarda Whytea rađena je po uzoru na san Alberta R. Broccolija. Poznavao je  Howarda Hughesa u Hollywoodu i sanjao kako ide posjetiti svog starog prijatelja u Las Vegas, ali kad je ušao u Hughesovu sobu, u njoj je bio varalica. Navodno mu se nije svidjela rečenica "Alimentary, dr. Leiter", koju Bond izgovara kad je shvatio kako su dijamanti u tijelu Petera Franksa. Mislio je kako nitko neće pomisliti kako se misli na probavu. Na premijeri filma, dvojica ljudi u prvom redu počeli su se smijati na rečenicu, a Broccoli je dobacio, "Strašna stvar, oni su liječnici."

### Snimanje
Lana Wood morala je stajati na kutiji u scenama sa  Seanom Conneryjem jer je, čak i u visokim potpeticama, bila preniska da stane u kadar s njim. Tijekom snimanja pada Plenty O'Toole u bazen, noge Lane Wood bile su zavezane (doduše labavo) za komad cementa. Članovi filmske ekipe držali su uže preko bazena za nju pa je mogla izranjati iz vode da uzme dah između zaranjanja.  Na žalost, kao i mnogi bazeni, i ovaj je imao nakošeno dno, pa je cement svakim zaranjanjem klizio u sve dublju vodu. Konačno je došao u dubinu iz koje ona više nije mogla izranjati. Ekipa je to primijetila i ubrzo skočila u vodu kako bi joj odvezali noge, kako bi je spasili od stvarnog utapanja. Woodova, profesionalni ronilac, ostala je mirna, iako je poslije priznala da je "nekoliko trenutaka bilo neugodno" dok nije mogla disati.
Tijekom snimanja u Las Vegasu, producent Albert R. Broccoli i Dana Broccoli spavali su u svojem apartmanu jedne noći kad je u njega provaljeno, a ukraden je Danin nakit.
Tijekom snimanja s lunarnim vozilom (Moon buggy) koji Bond vozi tijekom utrke u pustinji, kotači su stalno otpadali. U jednoj sceni u kojoj se vozilo prevrće, može se vidjeti kako je jedan kotač slomljen.
Snimalo se i u kući  Kirka Douglasa. Bila je to scena kad James Bond i Tiffany Case razgovaraju pokraj mrtve Plenty O'Toole, koja se utopila u bazenu.

### Filmske lokacije
- Japan i Kairo - uvodna sekvenca
- London, Ujedinjeno Kraljevstvo
- Južna Afrika
- Amsterdam, Nizozemska
- Los Angeles, Kalifornija, SAD
- Las Vegas, Nevada, SAD
- Baja California, Meksiko

### Lokacije snimanja
- Pinewood Studios, London
- Universal City Studios, Los Angeles
- Njemačka
- Nizozemska
- Francuska
- Las Vegas, Nevada, SAD
- Los Angeles, Kalifornija, SAD
- Palm Springs, Kalifornija, SAD
- Oceanside, Kalifornija, SAD
- Dover, Kent, Engleska
- Southampton, Hampshire, Engleska

## Radnja
Film počinje s Bondom kako po cijelom svijetu progoni šefa SPECTRE-e, Ernsta Stavro Blofelda (vjerojatno zbog osvete za ubojstvo njegove supruge, Tracy Bond, na kraju prethodne avanture, U službi njenog Veličanstva, iako se to nigdje ne spominje). Bond ulazi u sobu punu ogledala, s čovjekom koji se skriva u kadi punoj blata. Čovjek podiže pištolj prema Bondu koji brzo uspijeva potegnuti polugu za ispuštanje tekućeg blata na čovjeka, koji se utapa. Našavši Blofelda u podzemnom laboratoriju gdje pokušava kreirati svoje dvojnike (putem plastične operacije), Bond baca Blofelda u kadu s kipućim blatom. "Dobrodošao u pakao, Blofeld", dobacuje.
U međuvremenu, velika količina dijamanata iz  Južne Afrike ukradena je, ali nije prodana. Sumnjajući kako se stvara zaliha dijamanata kako bi se spustila njihova cijena, Vlada naređuje Bondu da se preruši u profesionalnog krijumčara dijamanata Petera Franksa kako bi se infiltrirao u krijumčarsku operaciju i nađe tko stvara zalihe.
Bond upoznaje krijumčarku zvanu Tiffany Case u njezinom stanu u Amsterdamu. Budući da sumnja u njegov pravi identitet, ona potajno provjerava Bondove otiske prstiju, koji, što Tiffany ne zna, imaju na sebi plastične žlijebove koji pokazuju Peterove otiske. 
Bond se vraća u hotel i nazove Q-a kako bi mu zahvalio na lažnim otiscima. Q kaže Bondu da im je pobjegao pravi Peter Franks te da ide prema Tiffanynom stanu. Bond, znajući kako ne smije dopustiti da Tiffany upozna pravog Petera Franksa, polazi u njezin stan, gdje pronalazi Petera. Bond i Peter ulaze u dizalo, a Bond se odaje napavši Petera. Bond konačno ubija Petera oborivši ga s balkona. Zamjenjuje svoju lisnicu Peterovom, a Tiffany ih pronalazi. Pomisli da je Bond upravo ubio Jamesa Bonda. "Zar je to bio on?", reče Bond, glumeći iznenađenje. Nakon toga počinju razgovor o krijumčarenju dijamanata.
Tiffany otkriva Bondov identitet nakon neuspješnog krijumčarenja u Las Vegasu. Bond razotkriva Blofeldov plan (koji nije umro u laboratoriju; Bond je ubio njegovog dvojnika) o stvaranju laserskog satelita koji je sposoban uništiti bilo koju metu na  Zemlji, koristeći ukradene dijamante. Koristeći sredstva i industrijske pogone povučenog multimilijunaša iz  Nevade, Willarda Whytea (kojeg glumi Jimmy Dean), Blofeld koristi oružje kako bi selektivno uništio nuklearna postrojenja u  Americi,  Rusiji i  Kini, organizirajući međunarodnu aukciju, dok nuklearna premoć ide onom tko najviše plati.
U filmu se pojavljuju dva vrlo neobična negativca: g. Wint i g. Kidd. Postoji vrlo vjerojatna pretpostavka da su homoseksualci (može ih se vidjeti kako se drže za ruke; u jednoj sceni, g. Wint šprica sebe parfemom; u drugoj sceni, Wint i Kidd ugledaju Tiffany Case, a Kidd kaže Wintu, "Gđica. Case je atraktivna..." Zatim, primijetivši Wintov ljubomorni pogled, Kidd brzo dodaje, "... za jednu damu!"). Kroz film, njih dvojica koriste zanimljive metode ubijanja; škorpion ubija južnoafričkog zubara, vežu noge Plenty O'Toole za metalnu ploču i utapaju je u bazenu, a Bonda pokušavaju ubiti gurajući ga u peć u krematoriju.

## Vozila i naprave
- Ford Mustang Mach 1 iz 1971. - Tiffany Case pokupi Bonda nakon što je izbjegao napadače.
- Lunarno vozilo - Bond ga koristi kako bi pobjegao iz laboratorija.
- Terensko vozilo - Honda US90 kojom hvataju Bonda, a nakon toga Bond bježi njome iz pustinjskog kompleksa W Tectronics.
- Lažni otisci prstiju - Bond ih koristi kako bi zavarao Tiffany Case.
- Kovanica za kockarske aparate - Q je izradio kovanicu kojom se dobiva jackpot na kockarskim aparatima svaki put kad se ubaci.

## Glumci
- Sean Connery - James Bond
- Bernard Lee - M
- Lois Maxwell - Gđica. Moneypenny
- Desmond Llewelyn - Q
- Norman Burton - Felix Leiter
- Charles Gray - Ernst Stavro Blofeld
- Jill St. John - Tiffany Case
- Jimmy Dean - Willard Whyte
- Bruce Glover - G. Wint
- Putter Smith - G. Kidd
- Lana Wood - Plenty O 'Toole
- Bruce Cabot - Bert Saxby
- Laurence Naismith - Sir Donald Munger
- Joe Robinson - Peter Franks

## Kritike
Roger Ebert pohvalio je povratak  Seana Conneryja, ali je kritizirao kompleksnost radnje i trenutke budalaština, na primjer, Bond se vozi u lunarnom vozilu (dok se antena okreće, a robot plješće rukama) preko pustinje u  Nevadi. Međutim, pohvalio je scenu jurnjave u Las Vegasu, posebno ono kad se Mustang okreće na dva kotača.

## Vanjske poveznice
- Dijamanti su vječni u internetskoj bazi filmova IMDb-a
- Dijamanti su vječni na Rotten Tomatoes
- Dijamanti su vječni na Box Office Mojo
- MGM Official website